# The Dead Boys
The Dead Boys – amerykański zespół punkrockowy.

## Historia
Został założony w 1975 w Cleveland przez byłych członków grupy Rocket from the Tombs: gitarzystę Cheetaha Chrome'a (właśc. Gene O'Connor) i perkusistę Johnny'ego Blitza (właśc. John Madansky) – do których wkrótce dołączyli: wokalista Stiv Bators (właśc. Steve Bator), drugi gitarzysta Jimmy Zero (właśc. William Wilden) oraz basista Jeff Magnum (właśc. Jeff Halmagy). Zespół pod nazwą Frankenstein zagrał na kilku lokalnych imprezach i jego działalność zanikła. 
Kiedy do Cleveland na koncert przyjechała z Nowego Jorku grupa Ramones – jej członkowie zaprzyjaźnili się z muzykami Frankenstein. Za namową Batorsa Joey Ramone pomógł zorganizować próbny koncert dla Frankenstein w nowojorskim klubie "CBGB". Dzięki temu grupa udała się do Nowego Jorku, gdzie trafiła pod menedżerską opiekę Hilly'ego Kristala (właściciela "CBGB") dzięki czemu podpisała kontrakt z wytwórnią Sire Records.
W tym okresie nastąpiła zmiana nazwy z Frankenstein na The Dead Boys. W 1977 ukazał się debiutancki album Young Loud and Snotty po wydaniu którego zespół wyruszył w trasę koncertową jako support Iggy'ego Popa w USA i The Damned w Wielkiej Brytanii. Płyta, mimo pozytywnych recenzji nie sprzedawała się dobrze – punk jako całkowicie nowe zjawisko w muzyce, pozostawał w tym czasie niezrozumiany dla większości fanów rocka w USA.
Kolejny album We Have Come for Your Children wyprodukowany przez Felixa Pappilardiego (ex – producenta nagrań grupy Cream) został wydany w czerwcu 1978 i jego sprzedaż była jeszcze gorsza od Young Loud and Snotty. Dodatkowo działalność koncertową The Dead Boys sparaliżował pobyt Blitza w szpitalu, który został napadnięty na ulicy na tle rabunkowym i ciężko raniony nożem (w "CBGB" zorganizowano "Blitz Benefit" z udziałem Ramones, Blondie, Johna Belushi'ego i Divine'a, w celu zebrania funduszy na opłaty za pobyt Blitza w szpitalu). 
Na przełomie lat 1978/1979 wytwórnia Sire Records chciała wymóc na muzykach całkowitą zmianę brzmienia i image'u co doprowadziło do rozłamu w zespole. Kilka miesięcy później The Dead Boys zostali zmuszeni do wznowienia współpracy w celu nagrania kolejnego – koncertowego albumu (umowne zobowiązania wobec Sire Records). Podczas koncertu w "CBGB" (marzec 1979) Bators wiedząc, że występ jest rejestrowany postanowił zemścić się za działania wytwórni – celowo śpiewał poza mikrofonem, przez co nagrania nie nadawały się do publikacji (materiał z tego koncertu został wydany dopiero w 1981 przez wytwórnię Bomp! na płycie Night of the Living Dead Boys – Bators w studiu dograł ścieżkę wokalną).
Po rozwiązaniu The Dead Boys Bators przeniósł się do Londynu, gdzie z członkami Sham 69 założył grupę The Wanderers z którą w 1981 nagrał jeden album Only Lovers Left Alive. Na przełomie 1981/1982 z byłym gitarzystą The Damned Brianem Jamesem utworzyli Lords of the New Church, który istniał do 1988. Po rozpadzie Lords of the New Church przeprowadził się do Paryża, gdzie 4 czerwca 1990 zmarł w wyniku obrażeń poniesionych w wypadku ulicznym.  
W 1986 The Dead Boys został na krótko reaktywowany, grając kilka koncertów. Do ponownej reaktywacji doszło we wrześniu 2004 (na jeden koncert w Cleveland) oraz w 2005 (koncert w "CBGB")

## Muzycy
- Stiv Bators(inne języki) – śpiew (1975-1979)
- Cheetah Chrome – gitara (1975-1979)
- Jimmy Zero – gitara (1975-1979)
- Jeff Magnum – gitara basowa (1975-1979)
- Johnny Blitz – perkusja (1975-1979)

## Dyskografia

### Albumy studyjne
- Young Loud and Snotty (1977)
- We Have Come for Your Children (1978)

### Albumy koncertowe
- Night of the Living Dead Boys (1981)

### Single
- "Sonic Reducer" / "Down in Flames" (1977)
- "Tell Me" / "Not Anymore" / "Ain't Nothin' to Do" (1978)

## Wideografia
- Return of the Living Dead Boys! Halloween Night 1986 (2008)
- Live at CBGB's 1977 (2009)